# Antonio Andrea Galli
Antonio Andrea Galli (Bologna, 30 novembre 1697 – Roma, 24 marzo 1767) è stato un cardinale italiano.

## Biografia
Antonio Andrea Galli nacque a Bologna il 30 novembre 1697 da una nobile famiglia locale, ottenendo anche il nome di Andrea in omaggio al santo venerato nel giorno della sua nascita, figlio di Sebastiano Galli e Teresa Maria Mazzoni.
In gioventù entrò nell'Ordine dei canonici regolari lateranensi, venendo in seguito nominato quale abate generale del suo ordine.
Fu creato cardinale da papa Benedetto XIV nel concistoro del 26 novembre 1753, ricevendo il 10 dicembre di quello stesso anno il titolo presbiterale dei Santi Bonifacio e Alessio. Il 13 maggio 1757 ottenne il titolo presbiterale di San Pietro in Vincoli.
Dal 21 giugno 1755 sino alla morte fu penitenziere maggiore, divenendo camerlengo del Sacro collegio dei cardinali dal 24 gennaio 1765 e divenendo anche prefetto della Congregazione dell'Indice.
Morì a Roma il 24 marzo 1767 a 69 anni e venne sepolto nella propria chiesa titolare di San Pietro in Vincoli.